# Zuhause (Album)
Zuhause ist das insgesamt fünfte und erste deutschsprachige Album der Country-Band Truck Stop. Es erschien 1977 über das Metronome-Records-Sublabel Nature.

## Hintergrund
Nach insgesamt vier Studioalben mit englischsprachigen Songs, die den Genres Country, Country & Western sowie Bluegrass zuzuordnen waren, entschied sich die Band unter dem Eindruck sinkender Absatzzahlen zu einem Stilwechsel. Die ursprüngliche Musikrichtung sollte beibehalten werden, jedoch entschied man sich nun deutsch zu singen. Erster Song wurde Die Frau mit dem Gurt, eine Coverversion von Girl on the Billboard, der vor dem Album als Single veröffentlicht wurde.
Mit dem Stilwechsel waren nicht alle Mitglieder einverstanden. Eckart (Oschi) Hofmann verließ noch vor den Aufnahmen die Band. Auch Cisco Berndt weigerte sich zunächst deutsch zu singen, ließ sich aber überreden. Noch bei Frau mit dem Gurt hoffte er, dass das kein Hit würde. Doch der Song, der zu einer bundesweiten Kampagne zur Gurtpflicht verwendet wurde, machte die Band bundesweite bekannt. Zugleich legte er aber den Bass ab, mit dem er sich schon lange nicht mehr wohlfühlte. Auf diesem Album übernahm  Rudolf Steinmetz das Instrument.
Das Album wurde im August 1977 im Studio Maschen unter der gewohnten Regie durch Joe Menke aufgenommen. Ihm zur Seite stand erstmalig Volker Heintzen, der vorher als Toningenieur beteiligt war. Das Studio war so wichtig für die Band, dass sie ihren Sound ironisch auf dem Backcover als „unverkennbaren Mashville-Sound“ (in Anspielung auf den Nashville-Sound der Countrymusik) bezeichnete.

## Titelliste
| #  | Titel                                        | Songwriter              | Länge |
| -- | -------------------------------------------- | ----------------------- | ----- |
| 1  | Ich möcht’ so gern Dave Dudley hör’n         | R. Bach/H. Grabowski    | 3:32  |
| 2  | Bleifuss Joe                                 | L. Reichling, C. Eckart | 2:36  |
| 3  | Meine Tür steht immer offen                  | Berndt/Doll             | 3:58  |
| 4  | Hey, Kleiner                                 | L. Reichling, C. Eckart | 3:40  |
| 5  | Cowboy bei der Bahn                          | Berndt                  | 2:56  |
| 6  | Studio Nr. 9                                 | E. Doll                 | 3:11  |
| 7  | Die Frau mit dem Gurt                        | E. Doll/H. Grabowski    | 3:10  |
| 8  | Das Mädchen wird schöner mit jedem Glas Bier | R. Bach/H. Grabowski    | 2:58  |
| 9  | Alt und nur im Weg                           | Berndt/H. Grabowski     | 3:02  |
| 10 | Henry’s Farm                                 | Berndt                  | 3:24  |
| 11 | Schuldlos im U.G.                            | R. Bach/H. Grabowski    | 3:29  |
| 12 | Die Zockerhöhle                              | C. Eckardt/L. Reichling | 3:52  |

## Cover
Das Plattencover zeigt die sechs Mitglieder in Jeans und Jeanshemden sowie teils mit Weste und Cowboyhut in einem Waggon sitzend und stehend. Im Innencover sind bei der Gatefold-Version die Texte abgedruckt. Außerdem befinden sich dort auf der linken Seite Baby- und Kinderfotos der Bandmitglieder, denen auf der rechten Seite aktuelle Bilder entgegengestellt sind. Die Bilder befinden sich in Hufeisen. Die Rückseite zeigt ein ähnliches Motiv wie die Vorderseite sowie die Liner-Notes.

## Musikstil und Texte
Musikalisch handelt es sich bei dem Album um US-amerikanische Country-Musik, die jedoch mit deutschen Texten versehen wurde. Vorbild war Udo Lindenberg, der ähnlich mit der Rockmusik umging. Die Texte, wie Cowboy bei der Bahn, Henry’s Farm, Bleifuss Joe und Schuldlos im U.G. übersetzen eine gewisse Wild-West-Romantik in die heutige Zeit. Dabei bewegen sich die Texte zum Teil auch in Richtung Schlager.

## Erfolg
Das Album verfehlte zwar die deutschen Musikcharts, verkaufte sich aber 150.000 mal und damit dreimal so viel wie ihr Debütalbum Truck Stop.